# توماس شيلدز كلارك

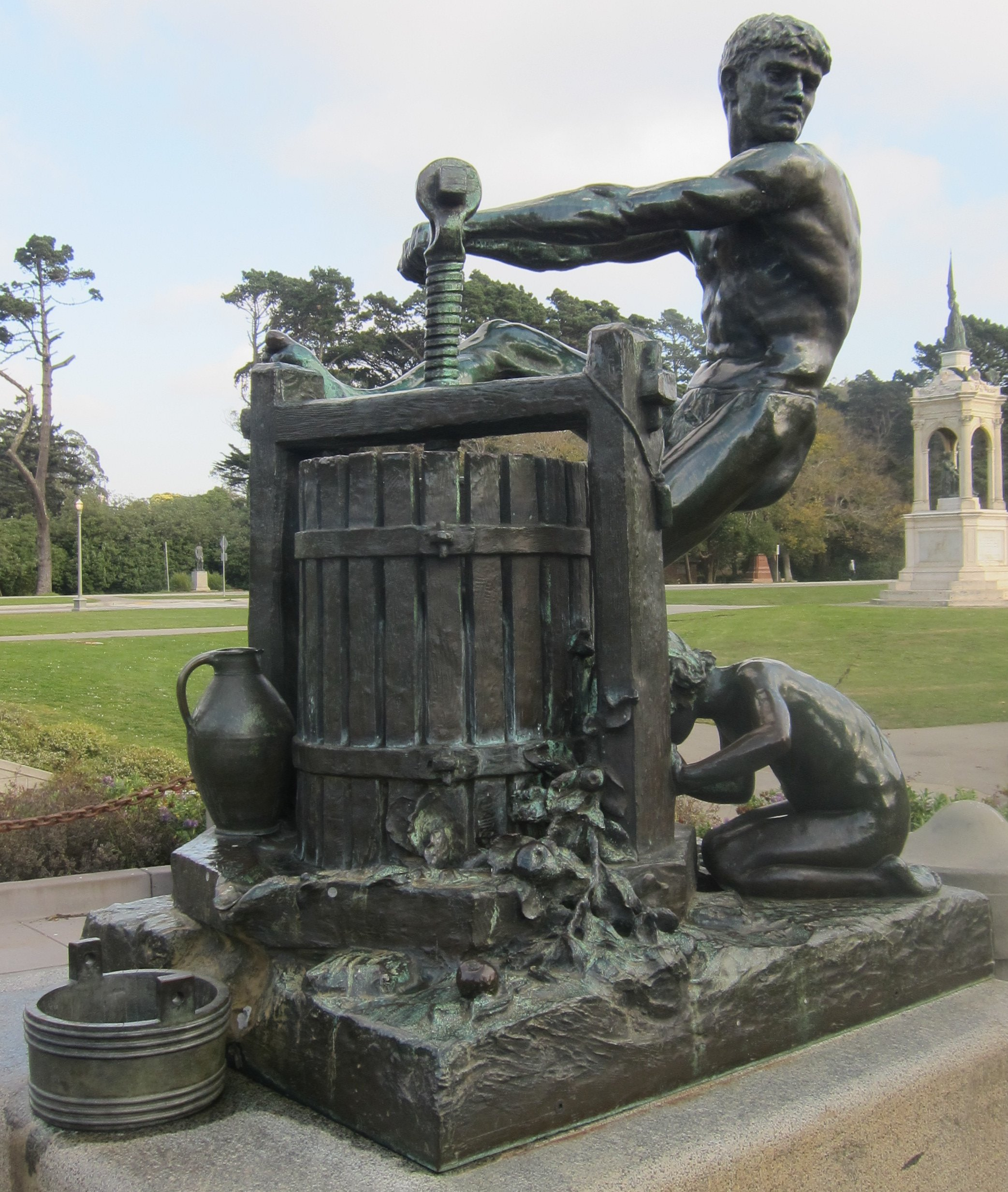
منحوتة "معصرة التفاح" لتوماس شيلدز كلارك

توماس شيلدز كلارك (بالإنجليزية: Thomas Shields Clarke)‏ ـ (25 أبريل 1860 ـ 15 نوفمبر 1920) هو فنان تشكيلي أمريكي.
ولد كلارك في بيتسبرغ بولاية بنسلفانيا، وتخرج في جامعة برنستون سنة 1882، فتنقل بين الولايات المتحدة وأوروبا. درس الفن في رابطة طلاب الفنون في نيويورك ومدرسة الفنون الجميلة بباريس على يد جان ليون جيروم قبل أن يلتحق بمرسم باسكال دانيان-بوفيريه، ثم يبدي اهتمامًا بالنحت فيعمل حينًا من الوقت تحت إشراف هنري شابو.
أسس سنة 1904 ستوديو سماه «ستوديو فيرنبروك» في لينوكس بولاية ماساتشوستس، وكان يعمل فيه أثناء الصيف.
في مجال النحت، حصل كلارك على ميدالية شرف في مدريد عن منحوتته «معصرة التفاح».
تُعرض بعض أعمال كلارك في متحف دي يونغ في سان فرانسيسكو، كما تقتني أكاديمية بنسلفانيا للفنون الجميلة بعض أعماله.